# Decs
Decs is een plaats (nagyközség) en gemeente in het Hongaarse comitaat Tolna. Decs telt 4275 inwoners (2001).